# ジョー・ベンディク
ジョー・ベンディク（Joe Bendik、1989年4月25日 - ）は、アメリカ合衆国出身の元サッカー選手。現役時代のポジションはGK。

## クラブ経歴
大学卒業後、ノルウェーに渡航しソグナル・フトボールと契約を結んだ。5月12日、ノルウェー・カップ・1回戦のオーダル・フトボールクラブ戦でプロデビュー。
2012年2月24日、母国アメリカに帰国しメジャーリーグサッカーのポートランド・ティンバーズと契約を結んだ。
2012年12月12日、トロントFCに移籍。この取引ではライアン・ジョンソンとミロシュ・コチッチがポートランド・ティンバーズにトレードされた一方、トロントFCはベンディクの他、2013年のMLSスーパードラフト3巡目指名権も手に入れた。
2015年12月21日、2017年のMLSスーパードラフト4巡目指名権とのトレードでオーランド・シティSCに移籍。
2018年12月27日、5万ドルの金銭トレードでコロンバス・クルーに移籍。
2019年7月19日、2020年のMLSスーパードラフト2巡目指名権とのトレードでフィラデルフィア・ユニオンに移籍。
2024年2月17日、バンクーバー・ホワイトキャップスに移籍。

## 代表歴
U-17からU-20年代のアメリカ合衆国代表歴がある。
2017年6月3日、2017 CONCACAFゴールドカップの暫定登録メンバー40人の一人に選ばれた。しかし、最終登録メンバーからは落選した。

## タイトル

### クラブ
ソグナル・フトボール
- アデコリーガエン: 2010